# Seimatosporium glandigenum
Seimatosporium glandigenum är en svampart som först beskrevs av Bubák & Gonz. Frag., och fick sitt nu gällande namn av B. Sutton 1975. Seimatosporium glandigenum ingår i släktet Seimatosporium och familjen Amphisphaeriaceae.   Inga underarter finns listade i Catalogue of Life.